# Pančenlama
Pančenlama (tibetansko པཎ་ཆེན་བླ་མ།, Wylie: paN chen bla ma) je drugi najvišji lama na Tibetu, takoj za dalajlamo. Reinkarnacijska linija tulkujev pančenlame sega do prvega uradno priznanega pančenlame, Khedrup Džeja (1385–1438). Sicer pa veljajo pančenlame za inkarnacijo Bude Amitabe oz. po drugih virih za inkarnacijo Bude sočutja.
Liniji pančenlame in dalajlame sta med seboj tesno povezani, saj so reinkarnacije enega učitelji drugega in obratno, obenem pa po smrti enega drugi prepozna njegovo reinkarnacijo. Obstoj obeh je torej ključnega pomena za obe liniji reinkarnacij. 
Naziv pančen pomeni »veliki učenjak«, kar je sestavljenka iz sanskrtskega pandita (učenjak) in tibetanskega čen po (veliki).

## Nejasnost glede sedanjega pančenlame
O tem, kdo je sedanja – enajsta – reinkarnacija pančenlame ni enotnega mnenja. Po tem, ko je bil deček, ki so ga tibetanski Lame prepoznali kot 11. pančenlamo (Gendün Čökyi Njima) leta 1995 ugrabljen in odpeljan v neznano, je kitajska vlada razglasila za 11. pančenlamo drugega dečka (Čökji Gjalpo ali Džjainsain / Gyaincain Norbu). 
Ker dalajlame in pančenlame tradicionalno prepoznavajo reinkarnacije eden drugega, kar je glede na uradne kitajske vire izjavil tudi 10. pančenlama, vidijo nekateri v ugrabitvi tibetanskega dečka poskus kitajske vlade, da prevzame nadzor nad prepoznavanjem reinkarnacij in vzgojo obeh najvišjih avtoritet ter s tem načne temelje tibetanskega budizma in prihodnosti Tibeta nasploh, posebno ker se sicer ne zanima za ustoličevanje lam. Kitajska vlada temu ostro oporeka in trdi, da je bila končna odločitev o prepoznanju obeh nekoč v rokah kitajskega cesarja.

## Deseti pančenlam
Kontroverzen lik je bil že 10. pančenlama Čökji Gjaltsen (19. 2.1938 – 28. 1. 1989), po pobegu 14. Dalajlame v Indijo leta 1959 najpomembnejša politična figura v Tibetu. 
S podobnimi stremljenji kot Dalajlama, je leta 1956 pančenlama odprl šolo v Šigatseju, ki naj bi študentom zagotavljala moderno izobrazbo ter jih opremila za soočanje z izzivi novih odnosov med Tibetom in zunanjim svetom. Kitajske oblasti so sumile, da je izkoristil šolo za urjenje kontrarevolucionarjev za Tibetansko vstajo 10. marca 1959. 
Po pobegu dalajlame v Indijo je pančenlama odposlal v Peking telegram, v katerem je izrazil podporo zadušitvi marčevskega upora ter pozval Tibetance, naj podprejo Kitajsko vlado. Leta 1962 je pančenlama kitajskemu ministrskemu predsedniku Džou Enlaju poslal peticijo, v kateri je dokumentiral težke razmere, s katerimi se sooča njegovo ljudstvo, ki umira v prisilnih delovnih taboriščih ter škodo, ki je prizadeta njegovi deželi v imenu socialističnih reform. Ta smela kritičnost se je nanašala na vse vidike življenja na Tibetu, od neuspešnih kmetijskih reform do verskega preganjanja in sistemskega rasizma. Predvidljivo, predsedniku Mau je prekipelo. Peticijo je označil kot »zastrupljeno puščico, ki so jo v komunistično partijo usmerili reakcionarni fevdalni gospodje«. Pančenlama je bil zaprt in preživel v zaporu petnajst let, nečloveško mučen, njegov položaj pa je kulturna revolucija le še poslabšala. Krute pogoje, ki jim je bil podvržen pančenlam je leta 1979 popisal kitajski disident Vei Džingšeng. Pančenlama je odšel v zapor kot mladenič štiriindvajsetih let in prišel iz njega kot starec šibkega zdravja – pri 40 letih.
Čökji Gjaltsen je bil leta 1977 spuščen, vendar je ostal v Pekingu v hišnem priporu do leta 1982. Leta 1979 se je poročil – s Kitajsko zdravnico, ki je delala v Rdeči armadi – in dobil leta 1983 hčerko, kar je bilo za njegov verski status zelo kontroverzno vedenje. 
Leta 1989 je bilo 10. pančenlami končno, po dolgih letih, dovoljeno ponovno obiskati domači Šigatse.  23. januarja je sodeloval v verskem obredu v samostanu, ki ga je nekdaj vodil. Dogodek se je spremenil v največje srečanje tibetanskih verskih in političnih vodij, skupaj z ljudskimi množicami, od leta 1959 dalje. Pred 30.000-glavo množico je imel pančenlama govor. Spregovoril je o trpljenju tibetanskega ljudstva pod jarmom okupacije. Pozval je oblasti, naj dalajlami dovolijo sodelovati z njim v ustvarjanju Tibetanske politike ter kritično spregovoril o kitajskem zapostavljanju religije in kulture Tibetanskega naroda. Med drugim je izrekel: »Če primerjamo ceno našega (Tibetanskega) žrtvovanja z razvojem, ki ga opažam, je moj občutek, da je naša žrtev bistveno večja. Naše žrtvovanje daleč presega naš razvoj.«  Nekaj dni kasneje, 28. januarja 1959, je 10. Pančen Lama Čökji Gjaltsen nepričakovano umrl, star 50 let. Uradni viri pravijo, da zaradi srčnega napada. Neuradni, da zaradi zastrupitve. Javna preiskava ni bila nikoli opravljena. 
Čeprav so nekateri v pančenlami v določenih obdobjih njegovega življenja videli kot kitajsko marioneto, se je proti koncu njegovega življenja povrnilo zaupanje v njegovo skrb za tibetansko ljudstvo in njegovo vero. Tudi dalajlama meni, da je 10. pančenlama storil vse, kar je bilo v njegovi moči, da bi pomagal svojemu ljudstvu v nemogoči situaciji. Prav tako je tudi pančenlamova hčerka Jabši Pan Rinzinvangmo oz. Rendži, ki je kasneje pobegnila v ZDA in pod mecenstvom Stevena Seagala končala univerzitetni študij, medijem pojasnila, da se je njen oče od nekdaj zavzemal za dobrobit tibetanskega ljudstva, in da želi njegovim stopinjam slediti tudi sama.

## Enajsti pančenlama
Po smrti 10. pančenlame se je začelo temeljito iskanje njegove reinkarnacije, v katerega je bilo vključeno veliko število udeležencev in metod. 14. aprila 1995 je Njegova svetost dalajlama razglasil ime nove reinkarnacije pančenlame: Gedun Čökji Njima (Dge-'dun Chos-kyi Nyi-ma), rojenega 25. aprila 1989 (polno ime prepoznane reinkarnacije: Tenzin Gedun Ješe Tinlej Puntsog Pal Sangpo). Dan kasneje, 15. aprila 1995, je kitajska kritizirala dejanje Njegove svetosti dalajlame. 17. aprila 1995 šestletni deček in njegova družina izginejo v neznano. Šestletni deček s tem postane najmlajši politični zapornik na svetu. Istočasno je izginil tudi vodja delegacije, ki je našla reinkarnacijo, Čadrel Rinpoče, opat samostana, ter nekaj drugih članov delegacije, ki je iskala reinkarnacijo. (Čadrel Rinpoče, obsojen na »izdajo državnih skrivnosti« je bil leta 2005 izpuščen, vendar zadržan v molku hišnega pripora). Vodstvo samostana Tašilunpo je bilo kmalu zamenjano, obenem pa se je komunistična vlada lotila verske naloge in 29. novembra 1995 tibetanskemu ljudstvu svečano predstavila dečka, ki ga je sama prepoznala kot pravo reinkarnacijo pančenlame. Dečku je ime Gjaltsen Norbu ali Gjansain Norbu (Rgyal-mtshan Nor-bu), njegovemu ustoličenju 8. decembra 1995 pa so sledili množični protesti po vsem Tibetu, pa tudi v tujini. Tibetanci trdijo, da pri izboru pančenlame ne gre za politično funkcijo, ki bi jo lahko zapolnil kdorkoli, ampak je to stvar vere in duhovnosti. Kitajska vlada pa je prepovedala javno druženje in razprave o pančenlamini reinkarnaciji, obenem pa so prepovedali tudi romarske obhode njegovega samostana. 
Pod pritiskom vztrajnih zahtev mednarodne javnosti, organizacij, kakršni sta OZN in Amnesty International ter različnih vlad, je kitajska vlada pojasnila, da so dečka odpeljali na varno, kot pravijo, na željo njegovih staršev, vendar od tedaj o fantu, ki je 25. aprila 2007 po kitajskem zakonu dosegel polnoletnost, ni znanega nič več, nobenega dokaza ni, da je še živ in zdrav. Dalajlama, ki se zaveda odgovornosti, ki ga ima vsak pančenlama v prepoznavanju njegove reinkarnacije, se zaveda tudi nevarnosti sleparskega prepoznanja lažnega dalajlame. Zato poziva mednarodno javnost k pomoči: »Varnost Gedun Čökji Njime in njegove verske vzgoje je zame osebno posebnega pomena. Zato pozivam vse vlade, verske organizacije in organizacije za zaščito človekovih pravic, da intervenirajo in zagotovijo varnost in svobodo mladega pančenlame.« Obenem pa je že večkrat povedal, da se v takšnih okoliščinah, kot so sedaj, ne bo reinkarniral v Tibetu, pač pa v svobodni deželi. Leta 2005 se je kitajska vlada, spet na pritisk svetovne javnosti (posebno Komisije ZN o otrokovih pravicah), ponovno oglasila in povedala, da je deček živ, da se pridno uči in da so vsi podatki o njem zaupni zaradi njegove varnosti. Še vedno ni nobenih dokazov o tem, in še vedno ni nobene možnosti za neodvisno raziskavo. Ugrabitev Gedun Čökji Njime krši domače zakone, konvencijo ZN o otrokovih pravicah ter druge mednarodne zakone. Prav tako pa tudi krši pravico Tibetancem, da bi delovali v skladu s svojo religijo.

## Zgodovina pančenlam
Pančenlame nosijo del odgovornosti pri iskanju reinkarnacije dalajlam in obratno. To tradicijo je začel 5. dalajlama, Ngawang Lobsang, imenovan tudi Veliki peti, ki je prepoznal v svojem učitelju, Lobsang Čökji Gjalstenu (1567-1662), reinkarnacijo pančenlame (velikega učenjaka) samostana (Bkra-shis Lhung-po) v Šigatseju.
Skozi to dejanje so bile tudi njegove tri prejšnje reinkarnacije posthumno prepoznane kot pančenlame, naziv pa ni več pomenil le opata samostana, kot do tedaj, pač pa konkretno linijo reinkarnacij. S svojimi mirovnim delovanjem, eruditstvom in spoštovanjem, ki ga je žel med Tibetanci je postavil Gelugpa red na trdno podlago, na kateri je lahko nadaljeval svoje duhovno poslanstvo.
Podobno kot njegov neposredni predhodnik, sloviti Gjalva Ensapa, je Lobsanga Čökji Njima s svojimi teksti razširil in pojasnil številne meditativne prakse, rituale in liturgijo. Nekatera besedila pančenlam so po več stoletjih še vedno ključni del repertoarja Gelug šole tibetanskega budizma (Guru joga, Mahamudra idr.).
Za prvega pančenlamo velja Kedrup Dže, učenec ene največjih osebnostih Tibetanskega budizma, učenjaka in jogija Lame Tsongkhape. Khedrup Dže je bil tudi sam velik mojster, znan po karizmi in lucidnih komentarjih poglobljenih tekstov svojega učitelja. Khedrup Dže je igral pomembno vlogo v vzgoji Gedun Drupa, najmlajšega med Tsongkhapovimi učenci, ki je kasneje postal bolj znan kot prvi dalajlama. Gedun Drup je zgradil samostan  (Bkra-shis Lhung-po) ter ga v svoji kasnejši reinkarnaciji – kot peti dalajlama – podaril svojemu učitelju, Lobsang Čökji Gjalstenu.Taši Lunpo Arhivirano 2008-05-09 na Wayback Machine. je od tedaj rezidenca pančenlam. 

## Seznam pančenlam
|     | Ime                                     | Čas        | Tibetansko/Wylie                                                                               | PRC transkripcija                        | Druge transliteracije                                                                                                |
| --- | --------------------------------------- | ---------- | ---------------------------------------------------------------------------------------------- | ---------------------------------------- | --- |
| 1.  | Khedrup Dže                             | 1385–1438  | མཁས་གྲུབ་རྗེ་་ Mkhas-grub Rje,་ མྷས་གྲུབ་དགེལེགས་དཔལ་བཟང་ Mkhas-grub Dge-legs Dpal-bzang-po             | Kaichub Gêlêg Baisangbo                  | Khädrup Je, Khedrup Gelek Pelsang, Kedrup Geleg Pelzang, Khedup Gelek Palsang, Khedrup Gelek Pal Sangpo              |
| 2.  | Sönam Čoklang                           | 1438–1505  | བསོད་ནམས་ཕྱོག་ཀྱི་གླང་པོ་་ Bsod-nams Phyogs-glang,་ བསོད་ནམས་ཕྱོགས་ཀྱི་གླང་པོ་ Bsod-nams Phyogs-kyi Glang-po | Soinam Qoilang, Soinam Qoigyi Langbo     | Sonam Choglang, Soenam Choklang                                                                                      |
| 3.  | Ensapa Lobsang Döndrup                  | 1505–1568  | དབེན་ས་པ་བློ་བཟང་དོན་དྲུཔ་་ Dben-sa-pa Blo-bzang Don-grub                                            | Wênsaba Lobsang Toinchub                 | Gyalwa Ensapa, Ensapa Lozang Döndrup, Ensapa Losang Dhodrub                                                          |
| 4.  | Lobsang Čökji Gyalsten                  | 1570–1662  | བློ་བཟང་ཆོས་ཀྱི་རྒྱལ་མཚན་་ Blo-bzang Chos-kyi Rgyal-mtshan                                            | Lobsang Qoigyi Gyaicain                  | Losang Chökyi Gyältsän, Lozang Chökyi Gyeltsen, Lobsang Choekyi Gyaltsen, Lobsang Choegyal, Lobsang Chökyi Gyaltsen  |
| 5.  | Lobsang Ješe                            | 1663–1737  | བློ་བཟང་ཡེ་ཤེས་་ Blo-bzang Ye-shes                                                                 | Lobsang Yêxê                             | Lobsang Yeshi, Losang Yeshe                                                                                          |
| 6.  | Lobsang Palden Ješe                     | 1738–1780  | བློ་བཟང་གྤལ་ལྡན་ཡེ་ཤེས་་ Blo-bzang Gpal-ldan Ye-shes                                                 | Lobsang Baidain Yêxê                     | Palden Yeshe, Palden Yeshi                                                                                           |
| 7.  | Palden Tenpai Njima                     | 1782–1853  | གྤལ་ལྡན་བསྟན་པའི་ཉི་མ་་ Gpal-ldan Bstan-pa'i Nyi-ma                                                 | Dainbai Nyima                            | Tänpä Nyima, Tenpé Nyima, Tempai Nyima, Tenpey Nyima                                                                 |
| 8.  | Tenpai Wangčuk                          | 1855?–1882 | བསྟན་པའི་དབང་ཕྱུག་་ Bstan-pa'i Dbang-phyug                                                         | Dainbai Wangqug                          | Tänpä Wangchug, Tenpé Wangchuk, Tempai Wangchuk, Tenpey Wangchuk                                                     |
| 9.  | Tubten Čökji Njima                      | 1883–1937  | ཐུབ་བསྟན་ཆོས་ཀྱི་ཉི་མ་་ Thub-bstan Chos-kyi Nyi-ma                                                   | Tubdain Qoigyi Nyima                     | Choekyi Nyima, Thubtän Chökyi Nyima                                                                                  |
| 10. | Lobsang Trinlej Lhündrub Čökji Gjaltsen | 1938–1989  | བློབཟང་ཕྲིན་ལས་ལྷུན་གྲུབ་ ཆོས་ཀྱི་རྒྱལ་མཚན་་ Blo-bzang Phrin-las Lhun-grub Chos-kyi Rgyal-mtshan            | Lobsang Chinlai Lhünchub Qoigyi Gyaicain | Choekyi Gyaltsen, Chökyi Gyeltsen, Choekyi Gyaltse, Trinley Choekyi Gyaltsen, Lozang Trinlä Lhündrup Chökyi Gyältsän |
| 11. | Gedun Čökji Njima                       | 1989–      | དགེ་འདུན་ཆོས་ཀྱི་ཉི་མ་་ Dge-'dun Chos-kyi Nyi-ma                                                     | Gêdün Qoigyi Nyima                       | Gendün Chökyi Nyima, Gendhun Choekyi Nyima                                                                           |
| 11. | Qoigyijabu                              | 1990–      | ཆོས་ཀྱི་རྒྱལ་པོ་་ Chos-kyi Rgyal-po                                                                  | Qoigyijabu                               | Choekyi Gyalpo, Chökyi Gyälbo, Gyaincain Norbu, Gyaltsen Norbu                                                       |